# Minna Winkler
Minna Winkler (1929 – 2009) var en dansk forfatter, producent og tilrettelægger af børneradio og tv-programmer fra slutningen af 1960'erne til ca 1980. Minna Winkler var forkæmper for eventyrets/fantasiens/forestillingsevnens relevans i en tid der, også i DR B&U, var kraftig præget af socialrealismen.